# Martin Tungevaag

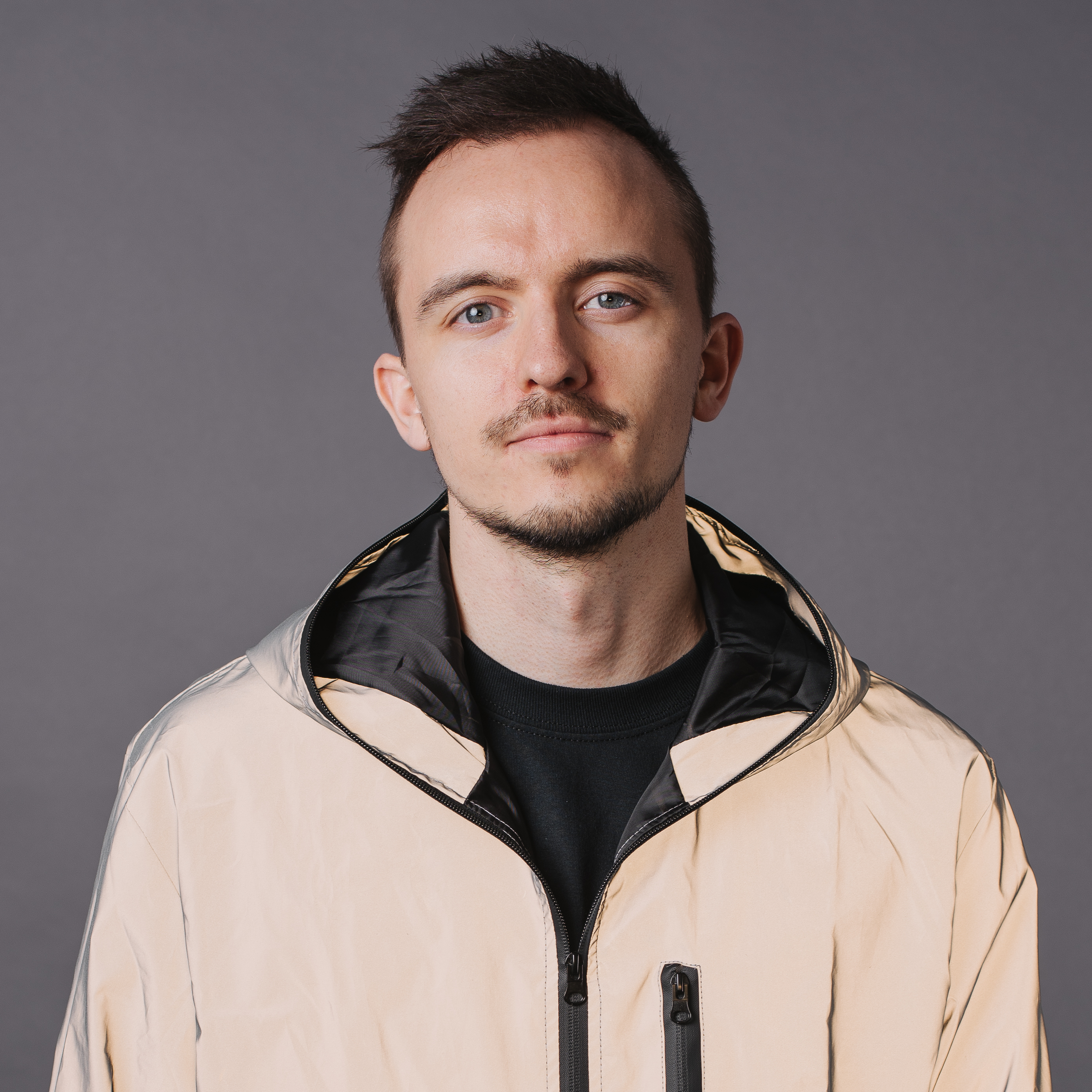
Martin Tungevaag (2020)

Martin Severin Tungevaag (eigentlich Tungevåg; * 9. Juli 1993 in Ålesund) ist ein norwegischer DJ und Produzent, der 2014 mit der Single Wicked Wonderland internationale Bekanntheit erlangte. Von Februar 2015 bis Dezember 2019 war er Teil des Duos Tungevaag & Raaban.

## Karriere
Tungevaag begann im Alter von 17 Jahren mit dem Produzieren von Musik, die er über das Internet verbreitete.
Am 12. Juni 2014 wurde seine Single Wicked Wonderland über das Label Kontor Records veröffentlicht. Das Lyric-Video erreichte auf YouTube über 7 Millionen Klicks und das etwa zwei Wochen später veröffentlichte offizielle Video sogar über 70  Millionen Aufrufe. Die Single stieg in Norwegen auf Platz vier ein und konnte in Österreich Platz eins der Charts belegen. Auch in Deutschland erreichte die Single die Top 10.
Im Oktober 2014 veröffentlichte Tungevaag die Single Samsara 2015, zu welcher die norwegische Sängerin Emila die Vocals beisteuerte. Diese Version konnte sich auf Platz zwei der norwegischen Musikcharts platzieren. Im Februar 2015 wurde sie unter Tungevaag & Raaban wiederveröffentlicht.

## Diskografie
Singles

| Jahr | Titel Album         | Höchstplatzierung, Gesamtwochen, AuszeichnungChartplatzierungen (Jahr, Titel, Album, Platzierungen, Wochen, Auszeichnungen, Anmerkungen) | Höchstplatzierung, Gesamtwochen, AuszeichnungChartplatzierungen (Jahr, Titel, Album, Platzierungen, Wochen, Auszeichnungen, Anmerkungen) | Höchstplatzierung, Gesamtwochen, AuszeichnungChartplatzierungen (Jahr, Titel, Album, Platzierungen, Wochen, Auszeichnungen, Anmerkungen) | Höchstplatzierung, Gesamtwochen, AuszeichnungChartplatzierungen (Jahr, Titel, Album, Platzierungen, Wochen, Auszeichnungen, Anmerkungen) | Anmerkungen                                                                |
| Jahr | Titel Album         | DE | AT | CH | NO | Anmerkungen                                                                |
| ---- | ------------------- | --- | --- | --- | --- | -------------------------------------------------------------------------- |
| 2014 | Wicked Wonderland – | DE6 Platin · (34 Wo.)DE | AT1 (24 Wo.)AT | CH21 (25 Wo.)CH | NO4 ×3Dreifachplatin · (7 Wo.)NO | Erstveröffentlichung: 12. Juni 2014                                        |
| 2014 | Vidorra –           | DE72 (1 Wo.)DE | — | — | NO— ×3DreifachplatinNO | Erstveröffentlichung: 7. November 2014                                     |
| 2015 | Samsara 2015 –      | DE60 (9 Wo.)DE | AT7 Gold · (32 Wo.)AT | — | NO2 ×4Vierfachplatin · (21 Wo.)NO | Erstveröffentlichung: 21. Januar 2015 feat. Emila                          |
| 2015 | Nissemor og meg –   | — | — | — | NO12 (4 Wo.)NO | Erstveröffentlichung: Februar 2015                                         |
| 2015 | Springfield –       | — | — | — | NO22 ×3Dreifachplatin · (6 Wo.)NO | Erstveröffentlichung: 24. April 2015 mit den ItaloBrothers                 |
| 2019 | Play –              | — | AT44 (17 Wo.)AT | CH78 (1 Wo.)CH | NO2 ×2Doppelplatin · (18 Wo.)NO | Erstveröffentlichung: 30. August 2019 mit K-391 & Alan Walker feat. Mangoo |
| 2019 | Dance –             | — | — | — | NO12 ×3Dreifachplatin · (29 Wo.)NO | Erstveröffentlichung: 18. Oktober 2019 mit CLMD                            |
| 2019 | Knockout –          | — | — | — | NO22 Platin · (12 Wo.)NO | Erstveröffentlichung: 6. Dezember 2019                                     |

Weitere Singles
- 2012: The Goat House
- 2013: Snow Crystals
- 2013: Moulin Rouge (feat. Ima)
- 2013: Globen (mit Raaban)
- 2013: Curium
- 2013: Seizure (mit DJ Mangoo)
- 2013: El colacho
- 2014: Primadonna
- 2014: Ascension
- 2014: Extraordinary (feat. Robin Stones)
- 2014: Invictus
- 2014: Mushroom Kingdom
- 2014: La scala (feat. Susanne Louise)
- 2014: Party Loud All Year
- 2014: Neopangea
- 2015: Tinseltown
- 2015: Salem
- 2020: Peru (NO: Gold)
- 2020: Stay (mit The Second Level feat. MVRT)
- 2020: Make You Happy (feat. Richard Smitt)
- 2020: The Night (mit bby ivy)
- 2020: Afterparty (mit Rat City feat. Rich the Kid)
- 2020: Miss You (mit Sick Individuals und Marf)
- 2020: Kingdoms (mit Jay Hardway)
- 2021: Ride with Me (feat. Kid Ink)
- 2021: Paper Planes (mit Lucas & Steve)
- 2021: Written In The Stars (mit Bassjackers)
- 2021: Close Your Eyes (mit KSHMR)
- 2022: In My Zone

## Auszeichnungen für Musikverkäufe
| Goldene Schallplatte - Frankreich - 2022: für die Single Ride with Me - Kanada - 2024: für die Single Play - Polen - 2021: für die Single Knockout - 2024: für die Single Peru | Platin-Schallplatte - Dänemark - 2016: für die Single Samsara 2015 - 2022: für die Single Dance - Schweden - 2020: für die Single Knockout |

Anmerkung: Auszeichnungen in Ländern aus den Charttabellen bzw. Chartboxen sind in ebendiesen zu finden.
| Land/RegionAuszeichnungen für Musikverkäufe (Land/Region, Auszeichnungen, Verkäufe, Quellen) | Gold     | Platin       | Verkäufe | Quellen              |
| -------------------------------------------------------------------------------------------- | -------- | ------------ | -------- | -------------------- |
| Dänemark (IFPI)                                                                              | —        | 2× Platin2   | 150.000  | ifpi.dk              |
| Deutschland (BVMI)                                                                           | —        | Platin1      | 400.000  | musikindustrie.de    |
| Frankreich (SNEP)                                                                            | Gold1    | —            | 100.000  | snepmusique.com      |
| Kanada (MC)                                                                                  | Gold1    | —            | 40.000   | musiccanada.com      |
| Norwegen (IFPI)                                                                              | Gold1    | 19× Platin19 | 670.000  | ifpi.no              |
| Österreich (IFPI)                                                                            | Gold1    | —            | 15.000   | ifpi.at              |
| Polen (ZPAV)                                                                                 | 2× Gold2 | —            | 35.000   | olis.pl              |
| Schweden (IFPI)                                                                              | —        | Platin1      | 80.000   | sverigetopplistan.se |
| Insgesamt                                                                                    | 6× Gold6 | 23× Platin23 |          |                      |